# 긴발쥐
긴발쥐(Tarsomys apoensis)는 쥐과에 속하는 설치류의 일종이다. 아포 산과 키탕라드 산, 말린당 산을 포함한 필리핀 민다나오섬의 고산 지대에서만 발견된다.

## 특징
꼬리 길이 116~138mm를 제외한 몸길이가 136~156mm인 작은 설치류로 발 길이는 31~34mm이고 귀 길이는 21~22mm, 몸무게는 최대 72g이다. 털은 거칠고 꼬리 쪽이 더 길다. 등 쪽은 슬레이트-갈색을 띠는 반면에 배 쪽은 회색이다. 주둥이는 거무스레하다. 꼬리는 완전히 짙은 갈색이다. 발 등은 회색빛 갈색 털이 덮여 있다. 귀는 짙은 갈색이고 거무스레한 털이 나 있다. 콧털은 검다.

## 생태
땅 위에서 주로 생활하는 육상성 동물이다. 밤과 낮 모두 활동적이다. 먹이는 벌레와 절지동물이고 식물을 일부 먹기도 한다. 4마리까지 임신한 암컷이 관찰되기도 한다.

## 분포 및 서식지
필리핀 민다나오섬 산악 지대의 토착종이다. 해발 1,550m와 2,400m 사이의 산악 숲과 이끼숲에서 서식한다.